# Безхатній Ісус
«Бездомний Ісус», також відомий як «Ісус Бездомний» — бронзова скульптура роботи канадського скульптора Тімоті Шмальца, що зображає Ісуса у вигляді бездомного, що спить на лавці в парку.
Оригінал скульптури був встановлений в Реджіс Коледжі Університету Торонто на початку 2013 року. З того часу її копії з'явилися в єпископальній церкві Св. Албана в Девідсоні, штат Північна Кароліна, у штаб-квартири Католицької благодійної організації архиєпархії Чикаго в передмісті Рівер-Норт, в центральній пресвітеріанської церкви в Остіні, штат Техас, перед католицькою церквою святих апостолів Петра і Павла у центрі Детройта, в університеті Вальпараїсо, штат Індіана, за методистської єпископальної церквою парку Робертс в центрі міста Індіанаполіс, штат Індіана, перед Католицькою благодійною організацією архиєпархії Оклахома-Сіті будівля основних служб недалеко від центру міста Оклахома-Сіті, штат Оклахома, на розі території католицького приходу Святої Ганни в Коппелле, штат Техас, на території церкви Святого Петра в стародавньому Капернаумі на Галілейському морі в Ізраїлі, перед Першою Общинної Церквою в Елірії, штат Огайо. Перша скульптура за межами Північної Америки була встановлена на території церкви Крайст-Черч в Дубліні. З тих пір скульптури були встановлені і освячені в багатьох місцях по всьому світу, причому найбільш відома знаходиться в Римі, поряд з Папським управлівнням милосердя. До початку 2016 року близько 100 примірників «Бездомного Ісуса» були виставлені по всьому світу. У канадському місті Гамільтон скульптуру прийняли за сплячу живу людину.

## Опис та історія

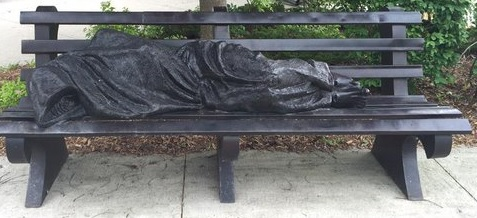
Скульптура «Бездомний Ісус» на території кампусу Королівського університетського коледжу Західного університету, Онтаріо

«Бездомний Ісус» був створений Тімоті Шмальцем, канадським скульптором і побожним католиком. Скульптура зображує Ісуса в образі безпритульного, сплячого на лавці в парку. Його обличчя й руки сховані під ковдрою, але рани від розп'яття на ногах розкривають його особу. Скульптуру називають «візуальним перекладом» уривку з Євангелія від Матвія, в якому Ісус проповідує своїм учням: «Так як ви зробили це одному з цих братів Моїх менших, то зробили Мені». Шмальц задумав цю скульптуру провокаційною, визнавши: «по суті, так і є. Призначення цієї скульптури — кинути виклик людям». Він запропонував свій твір собору Святого Михайла в Торонто і собору Святого Патрика в Нью-Йорку, але обидві церкви відмовилися. Один з представників собору Святого Михайла пояснив відмову тим, що оцінка цієї роботи «була одностайною», і в соборі проходили реставраційні роботи. Екземпляр, призначений для собору Святого Михайла, в результаті був встановлений в Реджіс Коледжі, єзуїтській школі теології в університеті Торонто. Аналогічно прес-секретар собору Святого Патріка похвалив роботу, але відмовився від придбання скульптури через реконструкцію.

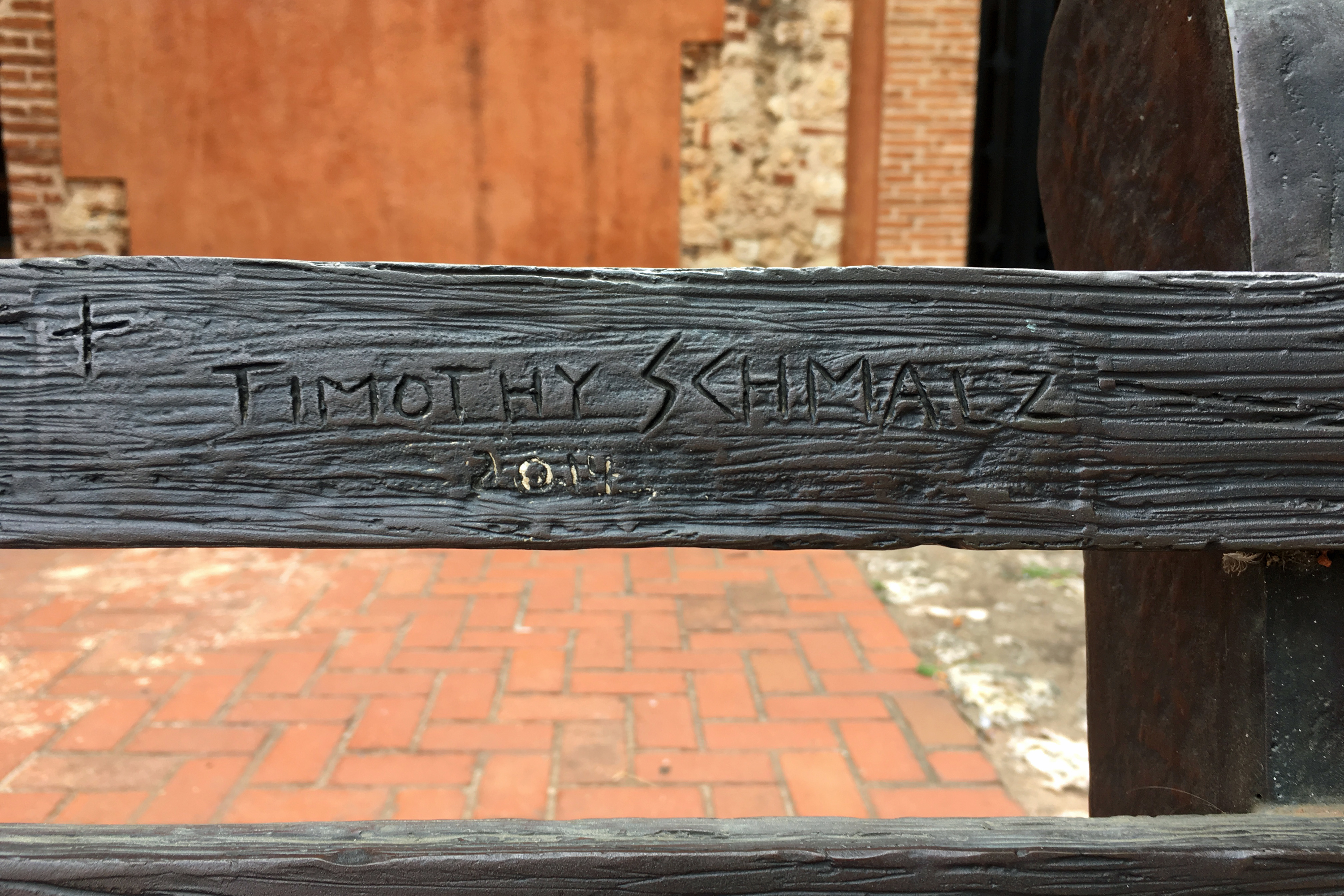
Підпис Тімоті Шмальца на лавці скульптури «Бездомного Ісуса»

У 2013 році перша скульптура була встановлена в Сполучених Штатах, в єпископальної церкви Святого Албана в Девідсоні, штат Північна Кароліна. Вона була куплена за 22 000 доларів і виставлена як пам'ятник парафіянці Кейт Макінтайр, яка була схильна до публічного мистецтва. За словами преподобного Девіда Бака, настоятеля церкви Святого Албана: «Це додає справжність нашої церкви. Чесно кажучи, наша церква досить багата, і нам потрібно нагадувати собі, що наша віра виражає активну турботу про ізгоях суспільства». Бак вітав дискусію про скульптуру і вважає її «біблійним уроком для тих, хто звик бачити Ісуса, зображеного в традиційному релігійному мистецтві як Христос Слави, зведений на престол в пишному вбранні». Крім того, він сказав в інтерв'ю NPR: «Ми віримо, що саме таке життя вів Ісус. По суті, він був бездомним».

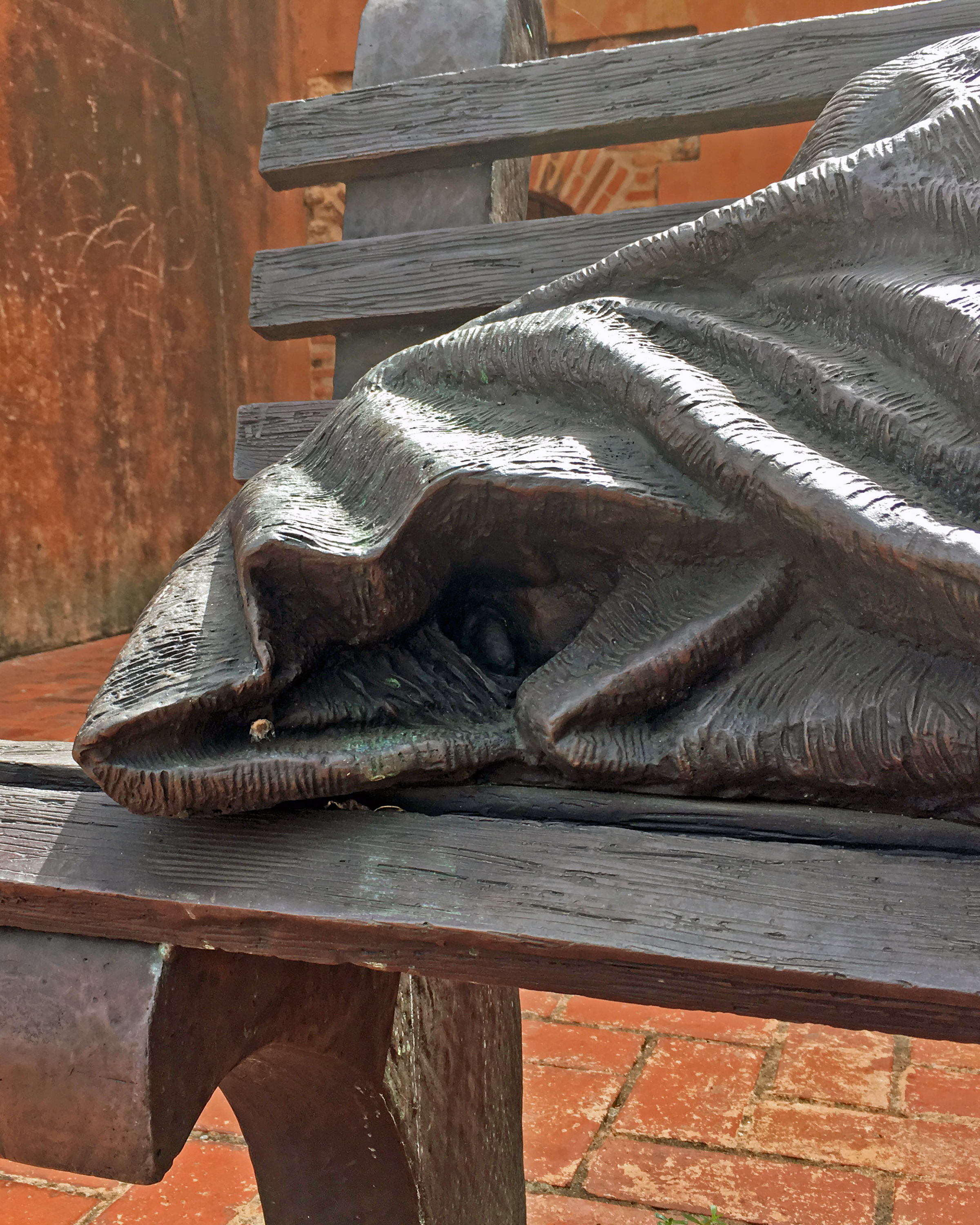
Деталь обличчя під капюшоном скульптури «Бездомного Ісуса»

Єзуїт Гарі Райт з Церкви Святих Петра і Павла у центрі Детройта сказав, що «Ісус бездомний» шанує і втішає бездомних, яким служить церква. Анонімний випускник юридичної школи Детройтського університету Мерсі, організованою єзуїтами та сестрами милосердя, яка примикає до церкви Святим Петру та Павлу, пожертвував кошти на установку статуї в церкві, розмістивши її прямо на Іст-Джефферсон-авеню навпаки знаменитих веж Центру відродження в Детройті.
Чарльстон, штат Західна Вірджинія, придбав восьму статую «Бездомного Ісуса» в листопаді 2014 року.
Ще одна скульптура була встановлена в березні 2016 року на вулиці Via della Conziliazione, що ведуть до собору Святого Петра біля Папського управління милосердя. Раніше Шмальц відвідав Папу у Ватикані в листопаді 2013 року і представив йому мініатюрну версію своєї роботи. Він згадав про реакцію Папи: «Він підійшов до скульптурі, і це було просто страшно, тому що він торкнувся коліна скульптури „Бездомного Ісуса“, закрив очі і почав молитися. Це було схоже на те, що він робить по всьому світу: тато Франциск тягнеться до вигнанців». Ще дві копії були встановлені у офісів католицької благодійної організації в Чикаго і архієпископії у Вашингтоні. Папа Франциск відвідав скульптуру, встановлену на вулиці G в китайському кварталі Вашингтона під час візиту в Сполучені Штати в 2015 році.
Собор Святого Павла в Буффало, штат Нью-Йорк, в даний час є постійним місцем розміщення «Бездомного Ісуса», встановленого під час Страсного тижня в 2015 році. Собор Єпископальної єпархії Західного Нью-Йорка Святого Павла розташований на 139 Черч-стріт (кут Черч і Перл-стріт в центрі міста Буффало). Він вважається першим національним архітектурним пам'ятником Буффало з 1851 року та класифікується як національний історичний пам'ятник.

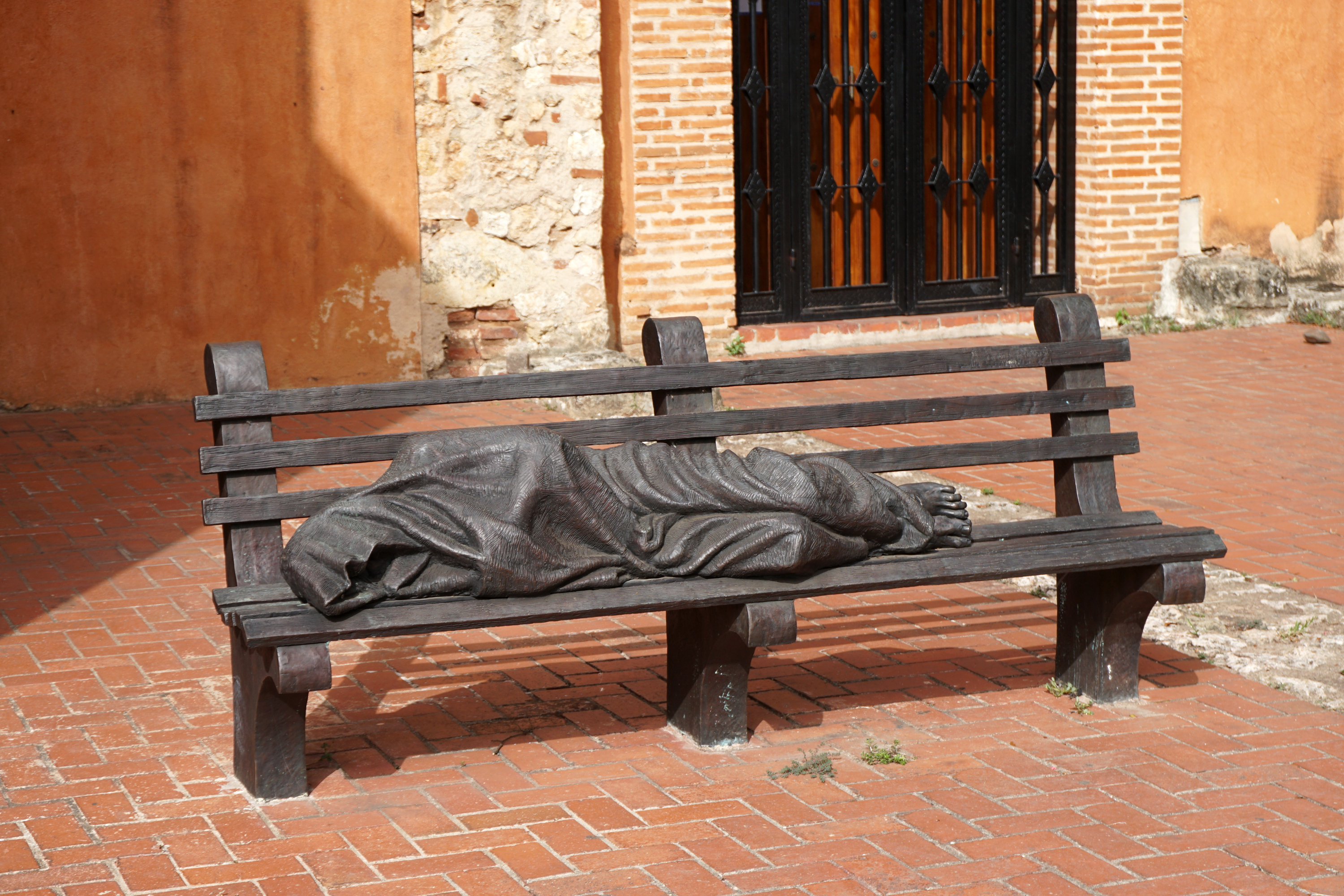
Скульптура «Бездомний Ісус», встановлена в 2014 році в передньому дворі монастиря Домініканського ордену в Сьюдадской колонії Санто-Домінго, Домініканська Республіка.

У травні 2016 року в новому головному службовому приміщенні католицької благодійної організації архиєпархії Оклахома-Сіті на бульварі Классен була також встановлена копія скульптури. Приблизно 60 000 транспортних засобів щоденно проїжджають повз «Бездомного Ісуса» в цьому місці.
У серпні 2017 року пам'ятник був встановлений біля головного входу в місію «Небеса Надії» батька Вуді в Денвері, штат Колорадо, на розі 7-ій вулиці і вулиці Липан. Завдання «Небес Надії» полягає в тому, щоб надавати їжу, дах над головою, одяг, консультації, реабілітаційні та гігієнічні послуги бездомним і нещасним.
Манчестер в 2017 році схвалив установку «Бездомного Ісуса» біля церкви Святої Анни. Спочатку статую збиралася встановити у Вестмінстері за межами Вестмінстерського центрального залу Методистської церкви, але потім від цієї ідеї відмовилися. У місті визнали, що статуя не буде правильно відображати природу. Єпископ Манчестерський розмірковував про важливість «Бездомного Ісуса». Він згадав, як Ісус говорив, що відвернутися від допомоги нужденному — це все одно, що відвернутися від Ісуса.
7 грудня 2017 року копія статуї була встановлена на площі Нельсона Мандели в Глазго. Шотландський художник Пітер Хоусон створив картину «Бездомний Ісус», яка буде демонструватися поряд із статуєю. Священик з Глазго батько Віллі Славін допоміг привезти скульптуру в Шотландію. З ним зв'язався Шмальц в 2015 році і подав цю ідею в Асоціацію церков Глазго.
У квітні 2019 року в садах церкви Діви Марії та Святого Миколая в Ліверпулі була встановлена ще одна статуя. Вона була відкрита жителями і освячена єпископом Ліверпуля. Відкриття відбулося в рамках конференції з питань бездомності, організованою парафіяльною церквою і зібрала політиків з державного, приватного та благодійного секторів для вирішення проблем бездомності в місті.

## Інцидент з вантажівкою
У травні 2018 року у вантажівки, що рухалась у напрямку до церкви Святого Патріка в Гамільтоні, Онтаріо, відмовили гальма. Водій на високій швидкості звернув прямо до статуї «Бездомного Ісуса». Вантажівка врізалася в лавку і зупинилася. Поліція заявила, що, якщо б вантажівка продовжила рух, то вилетіла би на зустрічну смугу і на пішохідний перехід.

## Критика
Реакція на появу статуї була неоднозначною. Згідно NPR, «реакція [на появу скульптури в Девідсоні] була негайною. Деяким вона відразу сподобалася, деяким — ні». Деякі жителі Девідсона сприйняли таке зображення Христа як «образливе» і «принизливе» для міста. Одна мешканка Девідсона подзвонила в поліцію, прийнявши скульптуру за справжнього волоцюгу, інший сусід написав листа, заявивши, що статуя «налякала його». Однак, за словами Бака, часто можна побачити мешканців, що сидять на лавці поруч зі статуєю, накладають на Ісуса руки й моляться.